# ГЕС Пон-Ескофьє
ГЕС Пон-Ескофьє (фр. Pont-Escoffier) — гідроелектростанція на південному сході Франції.
Для роботи станції використовується ресурс із Vénéon (ліва притока річки Romanche, яка через Драк, Ізер та Рону належить до басейну Ліонської затоки Середземного моря), що дренує центральну частину Альп Дофіне. За допомогою невеликої греблі вода спрямовується у дериваційний тунель, який прямує до розташованого нижче по долині машинного залу.
Основне обладнання ГЕС становлять дві турбіни типу Пелтон загальною потужністю 53 МВт, які при напорі у 402 метри забезпечують виробництво 230 млн кВт·год електроенергії на рік.